# Гутянська сільська рада (Богородчанський район)
| Гутянська сільська рада — орган місцевого самоврядування у Богородчанському районі Івано-Франківської області з адміністративним центром у с. Гута. Водоймища на території, підпорядкованій даній раді: річка Бистриця Солотвинська . Сільській раді підпорядковані населені пункти: - с. Гута - с. Стара Гута |

## Склад ради
Рада складається з 16 депутатів та голови.

### Керівний склад ради
| ПІБ                        | Основні відомості                                                 | Дата обрання | Дата звільнення |
| -------------------------- | ----------------------------------------------------------------- | ------------ | --------------- |
| Гутник Михайло Дмитрович   | Сільський голова, 1954 року народження, освіта, безпартійний      | 26.03.2006   | 10.03.2008      |
| Георгей Володимир Іванович | Сільський голова, 1956 року народження, освіта, безпартійний      | 30.11.2008   | 31.10.2010      |
| Георгей Володимир Іванович | Сільський голова, 1956 року народження, освіта вища, безпартійний | 31.10.2010   |                 |

Примітка: таблиця складена за даними джерела